# Calathella
Calathella is een geslacht van schimmels behorend tot de familie Marasmiaceae. De typesoort is Calathella eruciformis.

## Soorten
Volgens Index Fungorum telt het geslacht negen soorten (peildatum maart 2021):
| Soortnaam               | Auteur(s)                              | Publicatiejaar |
| ----------------------- | -------------------------------------- | -------------- |
| Calathella albolivida   | (Ellis ex W.B. Cooke) Agerer           | 1983           |
| Calathella campanula    | (Sacc.) P.M. Kirk                      | 2014           |
| Calathella columbiana   | Agerer                                 | 1983           |
| Calathella dichroa      | (W.B. Cooke) Agerer                    | 1983           |
| Calathella digitiformis | Bodenst., Agerer, Desjardin & E. Horak | 2001           |
| Calathella ellisii      | Agerer                                 | 1983           |
| Calathella eruciformis  | (P. Micheli ex Batsch) D.A. Reid       | 1964           |
| Calathella gayana       | (Lév.) Agerer                          | 1983           |
| Calathella mangrovei    | E.B.G. Jones & Agerer                  | 1992           |